# Live in Berlin (2019)
Live in Berlin (2019) è il nono album dal vivo del gruppo musicale statunitense Dream Theater, pubblicato il 12 agosto 2022 dalla Inside Out Music.

## Descrizione
Contiene l'esibizione avvenuta nell'estate 2019 a Berlino, una delle prime date atte a promuovere il quattordicesimo album Distance over Time (dal quale sono stati eseguiti quattro brani). Rispetto all'altro album dal vivo Distant Memories - Live in London, tratto dal medesimo tour, la scaletta risulta considerevolmente ridotta, comprendendo dieci brani complessivi.

## Tracce
Testi di John Petrucci, eccetto dove indicato
CD 1
1. Untethered Angel – 5:54 (musica: John Petrucci, Jordan Rudess, John Myung, Mike Mangini)
2. A Nightmare to Remember – 15:53 (musica: John Petrucci, Mike Portnoy, Jordan Rudess, John Myung)
3. Fall into the Light – 7:10 (testo: John Myung, John Petrucci – musica: John Petrucci, Jordan Rudess, John Myung, Mike Mangini)
4. Peruvian Skies – 6:51 (musica: Dream Theater)
5. Barstool Warrior – 6:42 (musica: John Petrucci, Jordan Rudess, John Myung, Mike Mangini)

CD 2
1. In the Presence of Enemies, Pt. 1 – 8:44 (musica: Dream Theater)
2. Scene Seven: I. The Dance of Eternity – 6:18 (musica: Dream Theater)
3. Lie – 6:36 (testo: Kevin Moore – musica: Dream Theater)
4. Pale Blue Dot – 8:49 (musica: John Petrucci, Jordan Rudess, John Myung, Mike Mangini)
5. As I Am – 8:16 (musica: John Myung, John Petrucci, Mike Portnoy, Jordan Rudess)

## Formazione
Gruppo
- James LaBrie – voce
- John Petrucci – chitarra
- Jordan Rudess – tastiera
- John Myung – basso
- Mike Mangini – batteria

Produzione
- John Petrucci – produzione
- James "Jimmy T" Meslin – montaggio audio aggiuntivo
- Peter Van 't Riet – mastering

## Classifiche
| Classifica (2021)          | Posizione massima |
| -------------------------- | ----------------- |
| Germania                   | 48                |
| Regno Unito (rock & metal) | 9                 |
| Svizzera                   | 27                |